# Mycodrosophila
Mycodrosophila este un gen de muște din familia Drosophilidae.

## Specii[1]
- Mycodrosophila aciliata
- Mycodrosophila adyala
- Mycodrosophila albicornis
- Mycodrosophila alienata
- Mycodrosophila amabilis
- Mycodrosophila ampularia
- Mycodrosophila angularis
- Mycodrosophila annulata
- Mycodrosophila annulipes
- Mycodrosophila aqua
- Mycodrosophila argentifrons
- Mycodrosophila atie
- Mycodrosophila atrithorax
- Mycodrosophila barracloughi
- Mycodrosophila basalis
- Mycodrosophila biceps
- Mycodrosophila bicolor
- Mycodrosophila bifibulata
- Mycodrosophila biroi
- Mycodrosophila boudinoti
- Mycodrosophila brunnescens
- Mycodrosophila buxtoni
- Mycodrosophila caesia
- Mycodrosophila calceus
- Mycodrosophila carinata
- Mycodrosophila carola
- Mycodrosophila celesta
- Mycodrosophila chazeaui
- Mycodrosophila ciliatipes
- Mycodrosophila ciliophora
- Mycodrosophila claudensis
- Mycodrosophila claytonae
- Mycodrosophila compacta
- Mycodrosophila coralloides
- Mycodrosophila cornea
- Mycodrosophila costata
- Mycodrosophila delta
- Mycodrosophila dianae
- Mycodrosophila dimidiata
- Mycodrosophila ditan
- Mycodrosophila diversa
- Mycodrosophila dudleyi
- Mycodrosophila echinacea
- Mycodrosophila elegans
- Mycodrosophila erecta
- Mycodrosophila esakii
- Mycodrosophila fascinata
- Mycodrosophila flavilumbus
- Mycodrosophila fracticosta
- Mycodrosophila fumusala
- Mycodrosophila gaku
- Mycodrosophila gordoni
- Mycodrosophila gracilis
- Mycodrosophila grandifrons
- Mycodrosophila gratiosa
- Mycodrosophila gressitti
- Mycodrosophila halterata
- Mycodrosophila helenae
- Mycodrosophila heterothrix
- Mycodrosophila huangshanensis
- Mycodrosophila japonica
- Mycodrosophila joalahae
- Mycodrosophila kabakolo
- Mycodrosophila kitagawai
- Mycodrosophila koreana
- Mycodrosophila kuntii
- Mycodrosophila legrandi
- Mycodrosophila longicornis
- Mycodrosophila malayana
- Mycodrosophila margoae
- Mycodrosophila marksae
- Mycodrosophila matilei
- Mycodrosophila melaniae
- Mycodrosophila melanophaea
- Mycodrosophila melanopleura
- Mycodrosophila minor
- Mycodrosophila missima
- Mycodrosophila mulgravensis
- Mycodrosophila multidentata
- Mycodrosophila neoprojectans
- Mycodrosophila nigerrima
- Mycodrosophila nigrans
- Mycodrosophila nigrithorax
- Mycodrosophila nigrobrunnea
- Mycodrosophila nigropleura
- Mycodrosophila nigropleurata
- Mycodrosophila nigropteropleura
- Mycodrosophila ocellata
- Mycodrosophila ohbai
- Mycodrosophila palmata
- Mycodrosophila palpalis
- Mycodrosophila papuana
- Mycodrosophila parallelinervis
- Mycodrosophila penihispidus
- Mycodrosophila planata
- Mycodrosophila planipalpis
- Mycodrosophila poecilogastra
- Mycodrosophila ponapeae
- Mycodrosophila projectans
- Mycodrosophila pseudoprojectans
- Mycodrosophila punctata
- Mycodrosophila quadrata
- Mycodrosophila rayi
- Mycodrosophila recula
- Mycodrosophila rika
- Mycodrosophila rosemaryae
- Mycodrosophila scotos
- Mycodrosophila separata
- Mycodrosophila serrata
- Mycodrosophila setipalpis
- Mycodrosophila shikokuana
- Mycodrosophila simplex
- Mycodrosophila spinata
- Mycodrosophila stalkeri
- Mycodrosophila stigma
- Mycodrosophila stylaria
- Mycodrosophila subciliatipes
- Mycodrosophila subgratiosa
- Mycodrosophila suluma
- Mycodrosophila sunguru
- Mycodrosophila takachihonis
- Mycodrosophila tillieri
- Mycodrosophila umbra
- Mycodrosophila vannuatuae
- Mycodrosophila variata
- Mycodrosophila wassermani
- Mycodrosophila xanthopleura